# Écollemont
Écollemont  là một xã thuộc tỉnh Marne trong vùng Grand Est đông nam nước Pháp. Xã này có diện tích 2,82 km2, dân số năm 2006 là 48 người.
Sông Blaise tạo thành ranh giới phía bắc thị trấn. Hồ Der-Chantecoq tạo thành một phần ranh giới phía nam.